# Závod Zbraslav–Jíloviště
Závody automobilů a motocyklů do vrchu Zbraslav–Jíloviště se konaly v letech 1908–1931. Celkem se uskutečnilo 14 ročníků. V roce 1930 byl tento závod premiérovým podnikem tehdy zahájeného Mistrovství Evropy v závodech automobilů do vrchu.

## Závody automobilů a motocyklů
Český klub automobilistů a Český klub motocyklistů zorganizoval nedaleko Prahy první rychlostní automobilový a motocyklový závod do vrchu. Jako trať byla zvolena část silnice z Prahy směrem na Dobříš. Trať 5,6 km dlouhá vedla ze Zbraslavského náměstí (210 m n. m.) přes Špýchar (největší stoupání 9%), metalurgickou zatáčkou do osady Baně, kolem "Velitelského pahorku" se zatáčkou tvaru S a pak stoupajícím přímým úsekem kolem Hájovny až k Cukráku (402,9 m n. m.) nedaleko obce Jíloviště. Výškový rozdíl mezi startem a cílem činil 192,9 m, průměrné stoupání celé trati bylo 3,5%. "Zbraslav–Jíloviště jest naším Semmeringem", napsaly Národní listy v roce 1908.

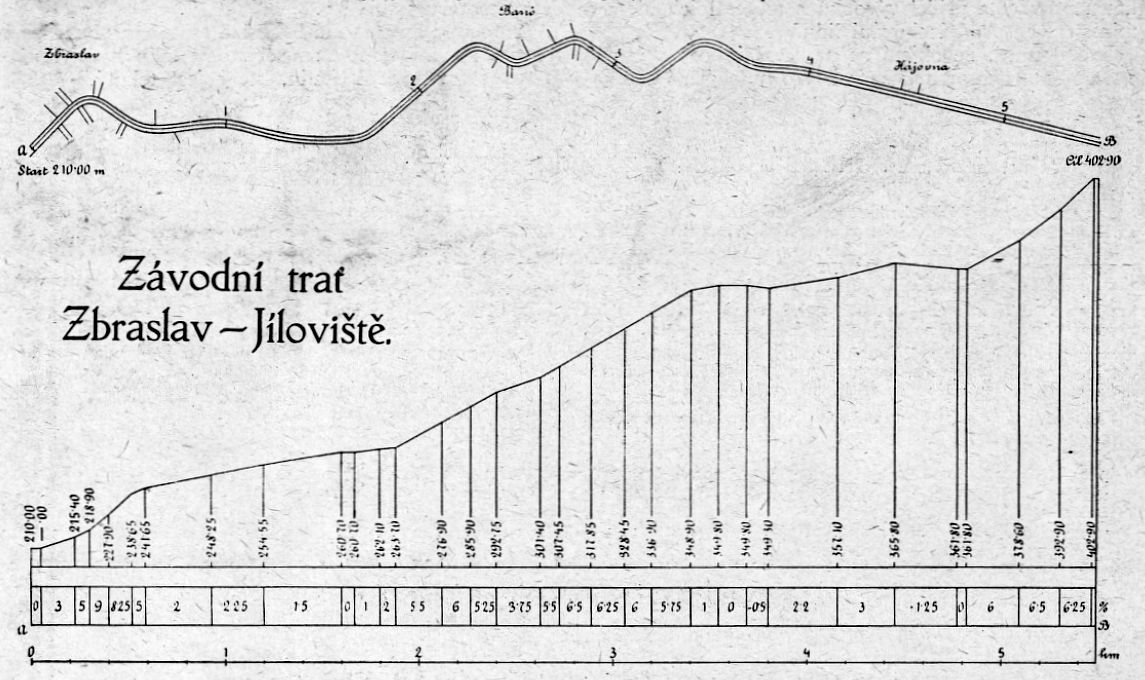
Závodní trať Zbraslav-Jíloviště (1921)

V roce 1930 bylo poprvé uspořádáno Mistrovství Evropy v závodech automobilů do vrchu. Již tradiční závod Zbraslav–Jíloviště dostal od mezinárodní automobilové federace AIACR (dnes FIA) čestnou možnost toto mistrovství 11. května 1930 zahájit. Mistrovství Evropy v závodech do vrchu se koná do dnešních dob.
Roku 1931 se jel závod na trati ze Zbraslavi k Jílovišti naposledy. Pořadatelem tohoto závodu byl Autoklub Republiky Československé (AKRČs), který se "přetahoval" o prestiž a o účast v seriálu Mistrovství Evropy se závodem Ecce Homo ve Šternberku, který pořádal konkurenční Moravsko-Slezský automobilový klub MSAC (Mährisch-Schlesischer Automobil Club). Výsledkem těchto tahanic bylo, že se v Československu žádný závod "evropského mistrovství" dlouhá léta nekonal. Na straně druhé je nutno přiznat, že trať vedoucí ulicemi města není bezpečná a že proti pořádání závodu byli mnozí obyvatelé bydlící v okolí trati.
Až po 50 letech se konal v tuzemsku podnik Mistrovství Evropy v závodech automobilů do vrchu. Bylo to na trati Ecce Homo ve Šternberku v roce 1981.

### 1. ročník 1908
Návštěva hostí na prvním závodu konaném 25. března 1908, v jejichž čele stál arcivévoda Karel František Josef, starosta král. Prahy dr. Karel Groš, šlechta, generalita a přední pražské kruhy společenské, byla obrovská. Časopis Světozor se dokonce odvážil k vyjádření: "Automobilové závody, pravá sváteční událost našeho sportu, dlouho budou pamatovány k radosti a pýše celého českého světa sportovního a závisti všemohoucí, nám tak nepřející, Vídně!" Závodu se zúčastnilo 17 motocyklů a 16 automobilů (z toho 4 závodní). Nejlepšího výkonu při této premiéře docílil Oplův vůz typu Opel-Beyschlag Grand Prix řízen Carlem Jörnsem z Rüsselheimu. Jeho hodinový průměr 84,26 km/h byl tehdy ohromující, dosáhl času 3:55,4 min. V třídě cestovních motocyklů obsahu válců do 0,6 litru sklidil ovoce své neúnavné práce a skutečné lásky k motorovým dvoukolkám smíchovský konstruktér Josef Walter, když jeho stroj, řízený obratným E. Ladem, nejen dobyl vítězství kategorie, nýbrž docílil i nejlepšího času cestovních motorek vůbec (kat. II). Nejlepšího času 4:24,4 min. v motorových kolech do 65 kg dosáhl jezdec Eliška na závodním motocyklu Laurin & Klement (kat. I). V automobilech ve třídě do 2 l zvítězil hrabě Saša Kolowrat (5:58,6 min) na čtyřválcovém voze Laurin & Klement.

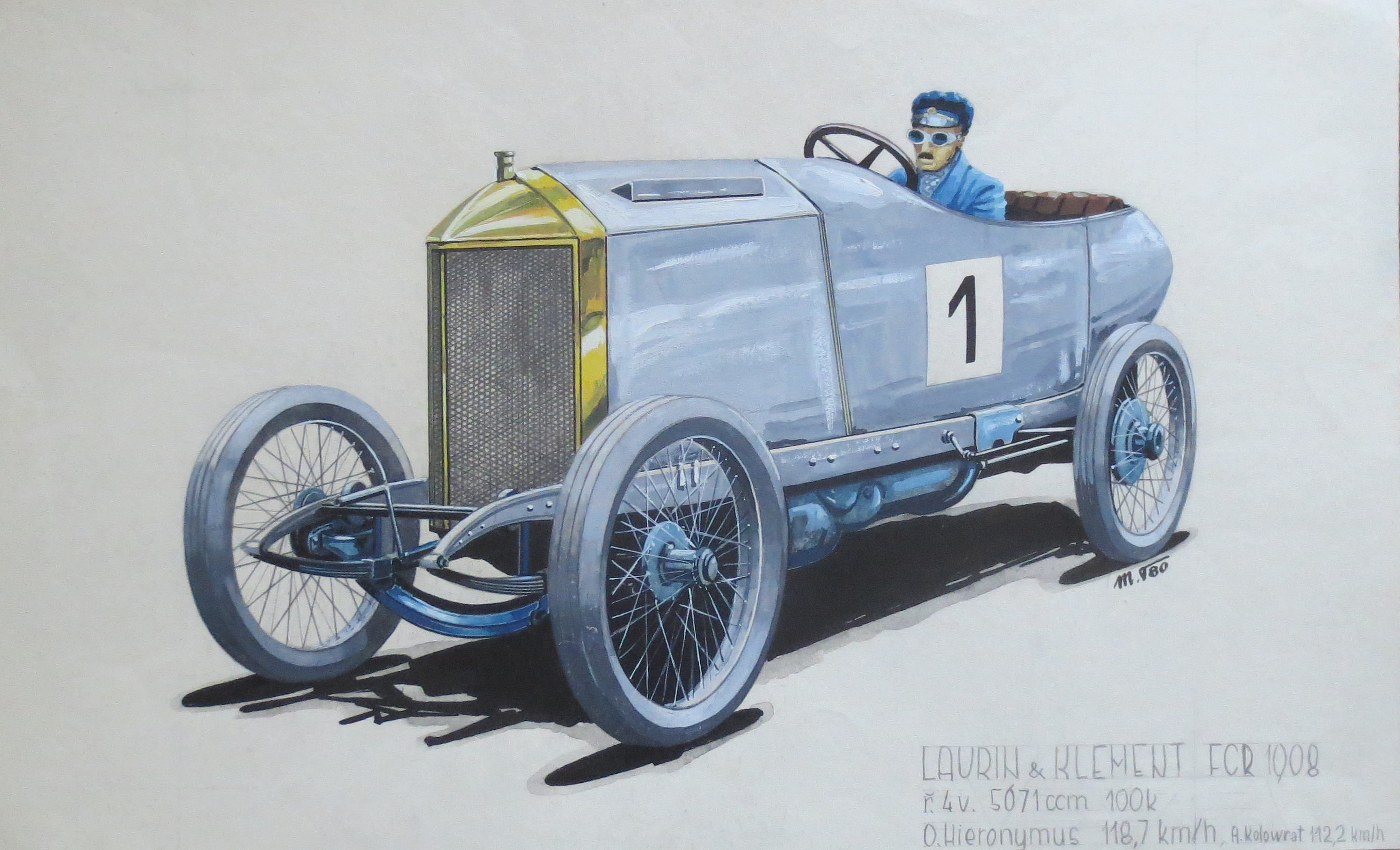
Laurin & Klement FCR, v závodě v roce 1911 s ním zvítězil Otto Hieronimus

### 2. ročník 1911
Naplánované ročníky 1909–1910 se pro nezájem automobilek neuskutečnily. Až v roce 1911 kromě pravidelného Pražského automobilního salonu se znovu uskutečnil další závod do vrchu Zbraslav–Jíloviště. Závod se započítával do soutěže o průmyslovou cenu prince Ericha z Thrun-Taxisů. Bylo přihlášeno 15 vozů a 21 motorek. V závodě zvítězil Otto Hieronimus startující na voze Laurin & Klement FCR (řadový čtyřválec s rozvodem OHC, s vrtáním 85 mm a odvážně voleným vysokým zdvihem 250 mm, výkon 73,5 kW/100 k) a současně vytvořil traťový rekord 3:45,2 min. (průměrná rychlost 99 km/h). Dr. Medinger na Puchově závodní motorce byl nejrychlejším z motocyklistů časem 3:57,2 min.

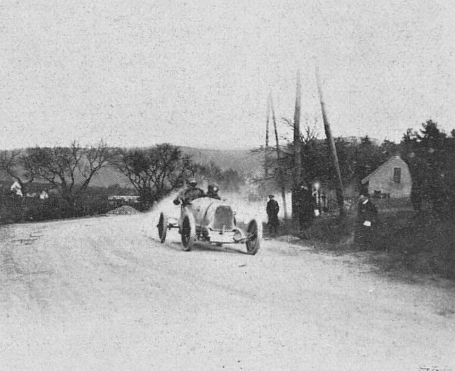
Carl Jörns (Opel) vítěz Zbraslav–Jíloviště 1913

### 3. ročník 1913
Trať byla v tomto ročníku zkrácena na 5,4 km (o 200 m), protože v místě cíle byl nekvalitní povrch silnice. O rekordní pocty se rozdělily tentokráte značky Opel a Puch. Carl Jörns na Opelu zopakoval své vítězství z roku 1908 a dosáhl času 4:24,8 min. Lepšího času dosáhl dr. Medinger na motocyklu Puch 4:04,2 min v kategorii (IV.) motocyklů. V závodě potvrdila své výjimečné postavení ve stavbě motorových kol a zejména motorových tříkolek fa. Walterova. V kategorii V. (motorky s přívěsem) zvítězil Slavik (Walter) v čase 6:59 min a v kategorii VI. (motor. tříkolky) zvítězil Tobek (Walter) 7:31,4 min. Závodu přihlíželo 10 000 diváků. Ve třídě do 1500 cm³ zvítězil jezdec R. Patočka s prvním vozem Bugatti, dovezeným do Čech, premiéru měla i značka Praga, se kterou jel tehdy známý Vladimír Bondy. Ten zvítězil v kategorii V. pro objem válců do 3800 cm³. Některé zdroje uvádějí, že to byl Miloš Bondy, ale tomu v té době bylo necelých 18 let.

### 4. ročník 1914
Týden před X. pražským autosalonem, ač závodu nepřálo počasí (pršelo, občas i padal sníh), bylo na startovní listině 21 motocyklů, 3 tříkolky, 5 cyclecarů a 18 automobilů. V samotném závodě však startovalo 15 motocyklů a 13 automobilů, tříkolky a cyclecary z přihlášených startovaly všechny. V kategorii motocyklů do 750 cm³ (III. kat., motorová kola) bezpečně zvítězil Novotný na Walteru v čase 4:54,6 min. a stal se i celkovým vítězem kategorie motorových kol. V kategorii cestovních vozů do 1,25 l zvítězil čtyřsedadlový automobil Walter W-I. Za volantem vozu seděl Dr. Jaroslav Zátka, továrník a úspěšný závodník na motocyklech a tříkolkách Walter (st. č. 43). V závodě samotném byl však rychlejší Klement Adamec (st. č. 44), který jel v podstatě na stejném voze, ovšem na dvousedadlovém voze Walter W-I. Podle tehdejších propozic byl za to poškozen připočtením 10% penalizace k dosaženému času. Takto se propadl v kategorii malých vozů do 1,25 l objemu válců až na 4. místo, i když dosáhl lepšího času. Tato podivná formule byla později zkorigována na 3% a ještě později z propozic zcela vyškrtnuta. Celkovým vítězem závodu se stal Franz Hörner na dvěstěkoňovém (147 kW) Benzu, když čase, 3:28,8 min vytvořil rekord tratě.

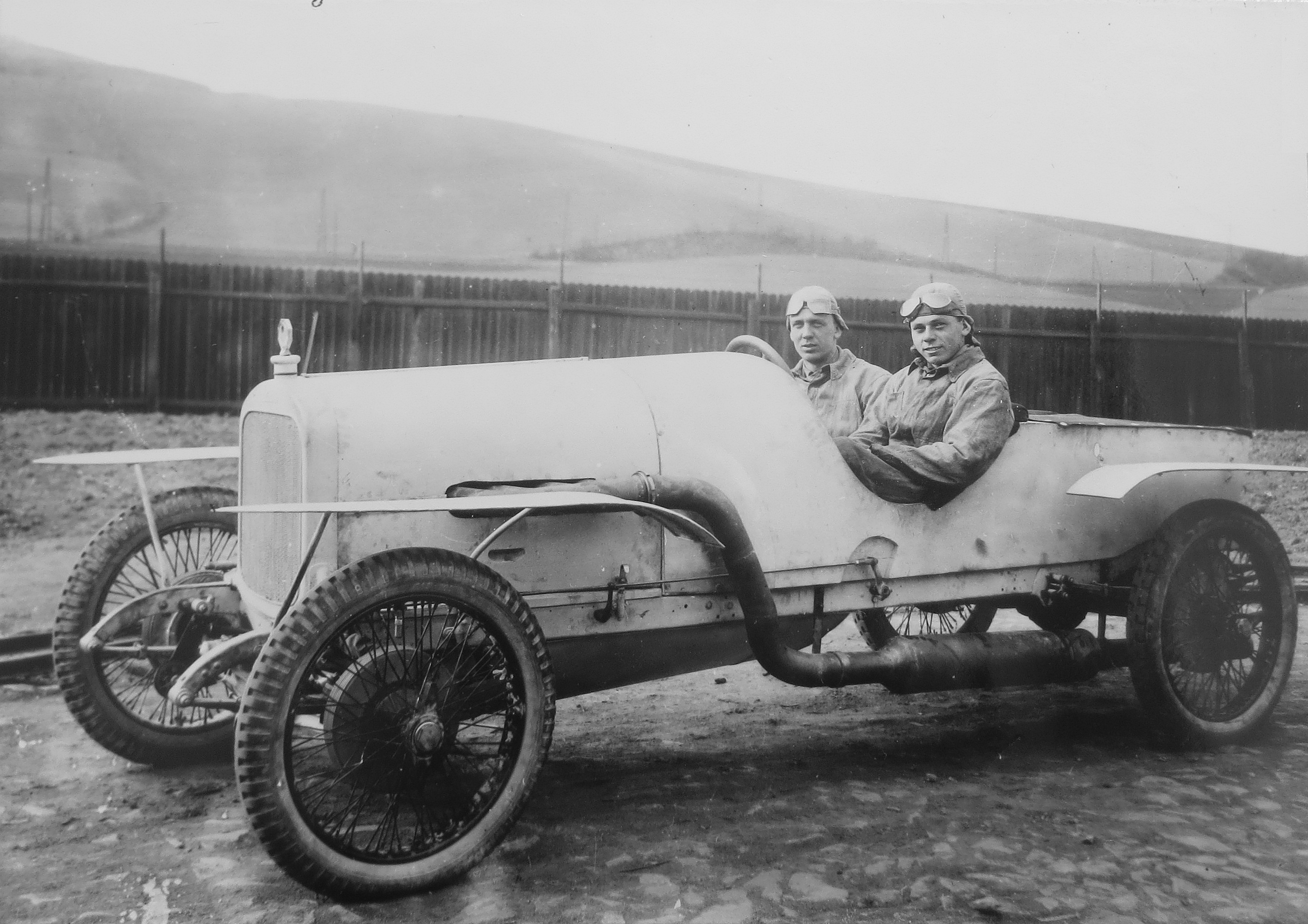
Walter WIZ, Knapp-Vojíř (1921-2)

### 5. ročník 1921
První poválečný ročník byl poznamenán tragédií. Zatáčka pod obcí Baně se stala osudnou posádce ing. Josef Žák-ing. Tichý na voze Praga Grand. Tovární řidič Žák zatáčku "přebral", vjel do příkopu a při snaze o vyjetí se vůz stočil napříč vozovky, setrvačností se vůz několikrát převrátil. Ing. Žák byl vyproštěn z trosek ještě živ, ale při převozu do nemocnice svému zranění podlehl. Ing. Tichý byl při nehodě těžce zraněn. Na paměť této události zatáčka nese jméno Žákova. V motocyklech poprvé vítězí místní matador, František Chlad na Indianu, když časem 3:58,7 min. překonal rekord kategorie do 1000 cm3 z roku 1914. V obou slabších kategoriích cestovních automobilů (do 1,5 kat. F1 a do 2 l, kat. F2) vítězí "waltry". Jindřich Knapp na Walter WZ do 1,5 l a Emanuel Pinner na Waltru WIZ do 2 l. Pinner si navíc za čas 4:35,0 min odváží Cenu města Prahy za nejlepší čas dosažený na stroji domácí výroby. V kategorii F5 (cestovní automobily do 4 l) vítězí ex aequo v čase 4:46,5 min mladý "amateur" jedoucí svůj první závod Miloš Bondy na voze Praga Grand a ve stejném čase dojíždí i matador Saša Kolowrat na Daimleru. Celkovým vítězem závodu se stal Ing. Otto Salzer z Cannstattu (Stuttgart), startující v třídě závodních (mimosériových, kat. F II-3) vozů nad 3000 cm3 na Mercedesu v čase 3:39,7 min. Startovalo celkem 41 vozidel, z čehož bylo 20 motocyklů a sidecarů, 2 cyclecary, 6 voituret a 16 automobilů.

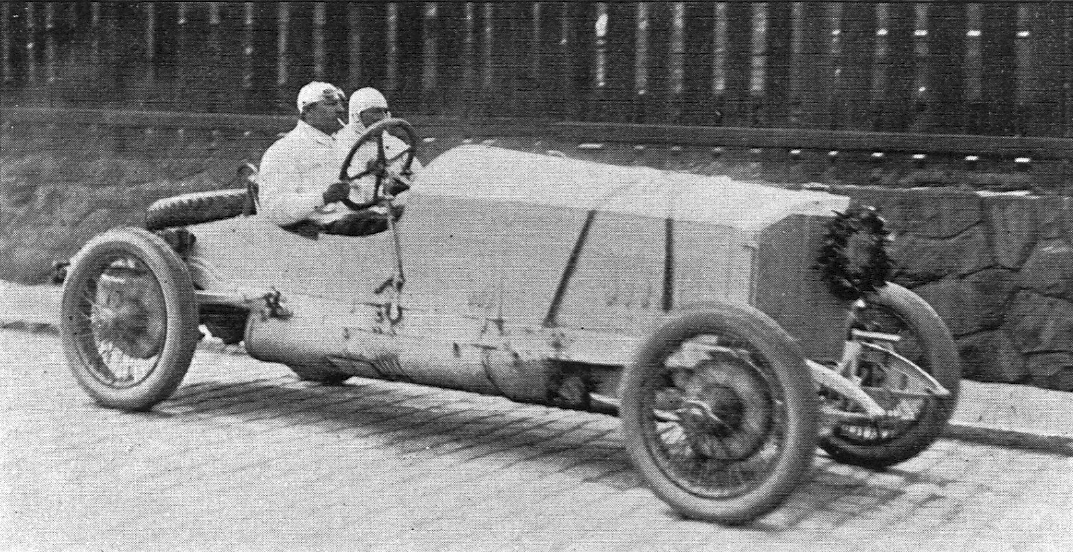
Otto Salzer (Mercedes), vítěz závodu Zbraslav–Jíloviště 1922

### 6. ročník 1922
Za přítomnosti 50 000 diváků 30. dubna opět vítězí v třídě do 1750 cm³ cestovních automobilů Knapp na prototypovém Waltru WIZ (4:46,45 min.) a Pinner na Waltru WIZI v cestovních automobilech do 2200 cm³ (4:19,16 min.). Oba výrazně snížili loňské časy. V "handicapové" klasifikaci dle stupně výkonnosti stroje obsazuje Pinner celkově 2. místo za B. Bertrandem na voze Laurin a Klement. Celkovým vítězem závodu Zbraslav–Jíloviště se opět stal Ing. Otto Salzer na Mercedesu 28/95 HP v třídě přes 5000 cm³ v čase 3:30,95 min a v motocyklech František Chlad na Indianu, když vytvořil nový rekord časem 3:51,0 min. Redaktor Kalva Salzerův vůz a jeho jízdu popsal slovy: "Tento vůz imponuje ohromnou rychlostí a sedí znamenitě na silnici. Salzer bere zatáčky rychle, rychleji než kdokoli jiný, a přece tak, že za tím vším zrovna cítíte opatrnost, jež divadlu odnímá i jeho rozechvívající účinek. Zato ovšem zesiluje dojem krásy, kterým působí mohutný stroj v rukou muže dokonale s ním srostlého." V cestovních automobilech v kategorii nad 6700 cm³ zvítězil začínající Čeněk Junek.

### 7. ročník 1923
Skvělého úspěchu docílil sympatický Vincenc Desenský, který v závodě debutoval na malém stroji Walter WIZ do 1750 cm³ a ukázal svým výkonem, že stejně bravurně ovládá volant automobilu jako dříve řídítka motorového kola. Desenský svým výkonem v čase 4:10,1 min. překonal loňský rekord Knappův o více než půl minuty ve své třídě, překonal loňský rekord Pinnerův pro 2,2 l vozy a porazil svým časem i celou kategorii do 2200 cm³. V cestovních vozech obsadil Desenský celkově 3. místo a v klasifikaci dle výkonnostní formule obsadil 2. místo za Hansalem na Steyru. Jindřich Knapp měl startovat na novém voze Walter 0, ale již při tréninku nezvládl svůj temperament, havaroval a byl ze závodu vyřazen. Druhým nejlepším časem dne 3:39,1 min na sebe upozornil Čeněk Junek na cestovním Bugatti T30 (do 2,0 l), přestože byl penalizován 3 vteřinami za dvousedadlový vůz vůz, jiný zdroj uvádí, že to bylo za "ulitý" start. V motocyklech zvítězil "fialový ďábel" (pro svůj závodní trikot) Karner na Sunbeamu (3:43,2 min), čímž překonal rekord Naase z roku 1922 a v automobilech Rakušan Hermann Rützler na Steyru v čase 3:31,8 min. Závodu přihlíželo 60 000 diváků.

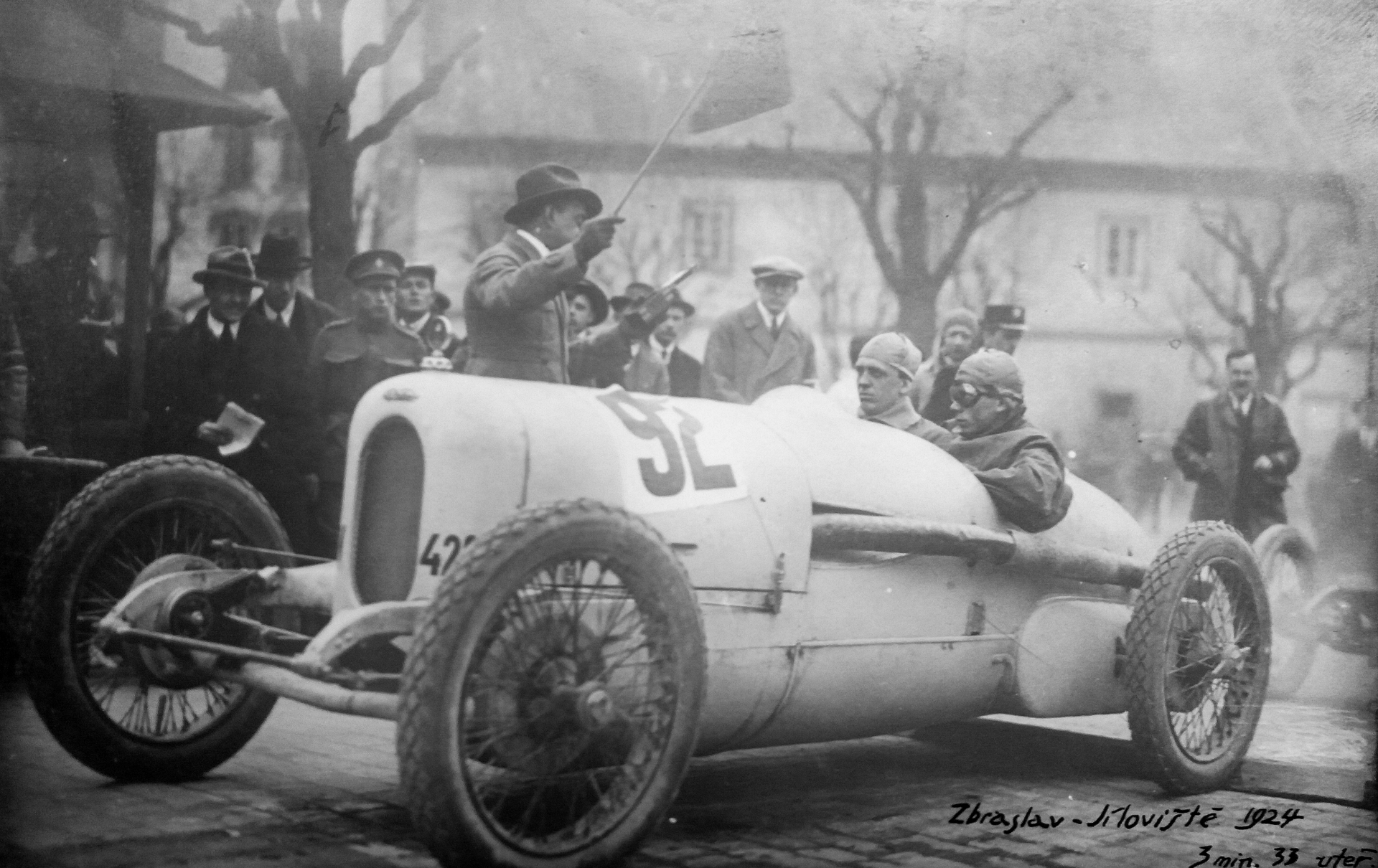
Walter 0 závodní, Knapp-Vojíř, Zbraslav (1924)

### 8. ročník 1924
V dubnu 1924 byl při příležitosti XVI. mezinárodního autosalónu v Praze uspořádán již VIII. ročník (20. dubna) mezinárodního závodu do vrchu Zbraslav–Jíloviště. Jindřich Knapp získal Cenu Ministerstva národní obrany určenou nejrychlejšímu vozu čs. výroby a obsadil na voze Walter 0 (výkon 58 kW/80 k) 3. místo v kategorii závodních vozů i v třídě do 2000 cm³, když lepšího času než 3:33,6 min. dosáhly jen dva závodní, tovární Mercedesy s kompresorem o výkonu 88,2 kW/120 k (1. Otto Salzer a 2. Otto Merz). Mercedes s Otto Salzerem za volantem zvítězil v kategorii II. závodních vozů s časem 3:13,4 min., čímž vytvořil traťový rekord a překonal tím rekord Franze Hörnera z roku 1914. Za překonání traťového rekordu Salzer obdržel 20 000 Kč v hotovosti. Knapp však také vytvořil traťový rekord, a to na československém automobilu a překonal tím rekord vytvořený v dubnu 1911 ing. Otto Hieronimem (Laurin & Klement FCR). Čeněk Junek startoval opět na Bugatti T30, v kategorii cestovních automobilů do 2 l. V této kategorii zvítězil a vytvořil její traťový rekord (3:42,7 min), přestože byl za dvousedadlový vůz opět penalizován připočtením 3% k dosaženému času (stejně byl penalizován i Caracciola). V klasifikaci cestovních automobilů dle formule výkonnosti obsadil Junek 2. místo za vítězným Rudolfem Caracciolou na Mercedesu. Pražský majitel autogaráží a autodrožkářské společnosti František Svoboda na voze Laurin & Klement RK/M zvítězil ve svém posledním závodě v kategorii cestovních automobilů do 5,3 litru. Dalším rekordem, který byl v tomto roce překonán, byl čas 3:31,3 min. Karnera na motocyklu Sunbeam, kterým překonal svůj vlastní rekord z roku 1923. Ten za překonání rekordu obdržel 5000 Kč.

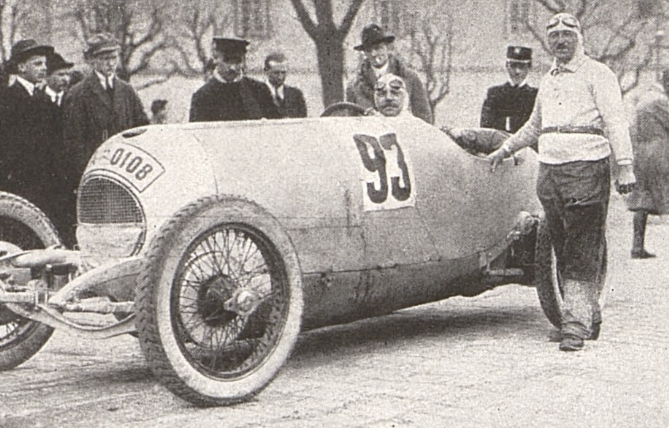
Otto Salzer, vítěz Zbraslav–Jíloviště 1924

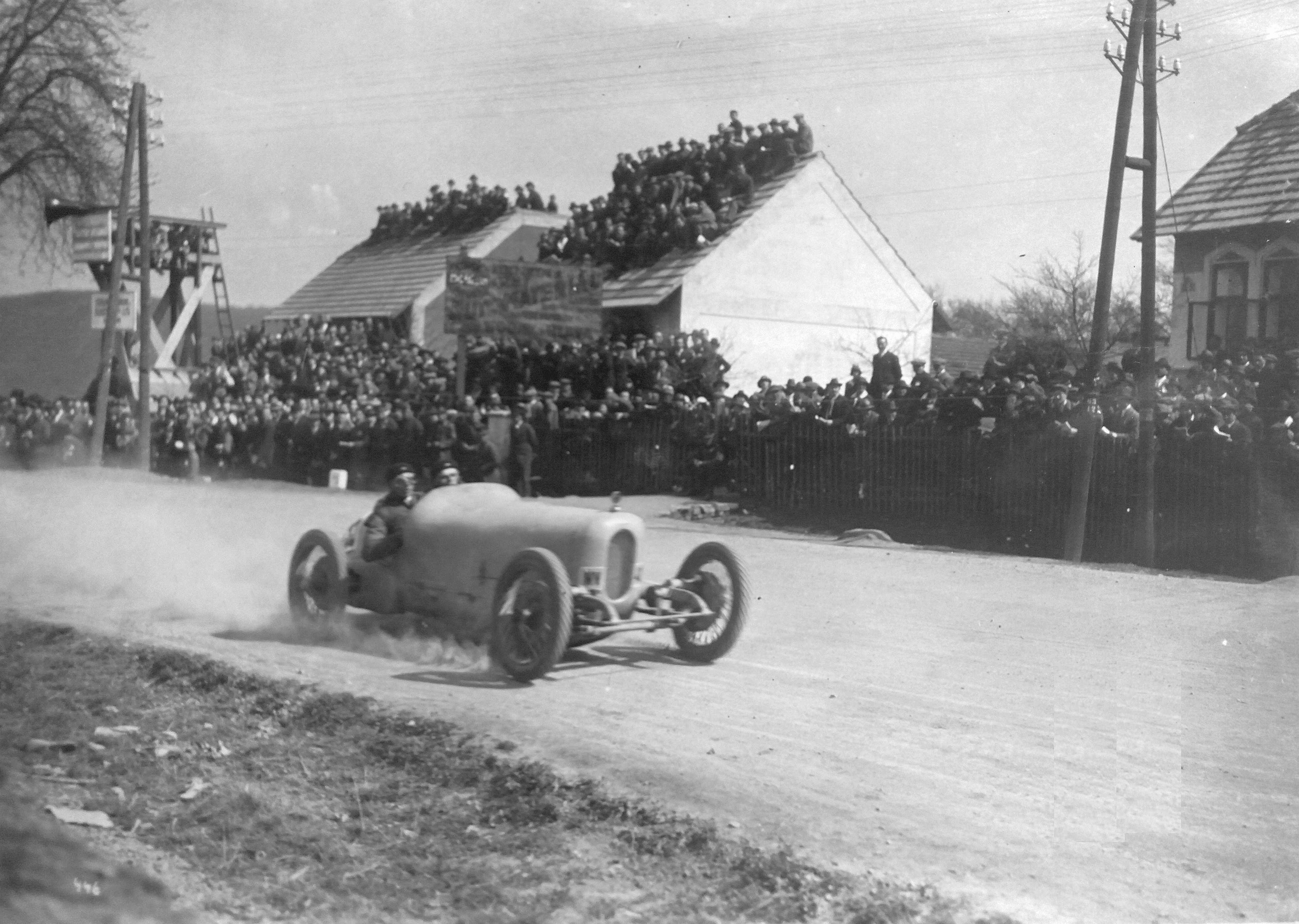
Závodní Walter 0 v metalurgické zatáčce na Baních (Zbraslav–Jíloviště 1925)

### 9. ročník 1925
Start 9. ročníku byl stanoven na 13. dubna, opět pořádný zároveň s Mezinárodní výstavou automobilů v Praze. K závodu došlo na 100 přihlášek. Hlavní zájem tohoto ročníku se soustředil na věhlasného Francouze Alberta Diva s továrním vozem Delage. V nově zavedené kategorii sportovních vozů se poprvé za volantem objevuje žena, později velice známá Eliška Junková. V tomto roce se Eliška Junková umístila s Bugatti T30 na prvním místě v kategorii II. ve třídě do 2000 cm³ a vytvořila nový rekord této kategorie. V celkovém pořadí se na 1. místě umístil již zmiňovaný Albert Divo na pětilitrovém voze Delage "Sprint II", vytvořil nový rekord tratě v dosaženém čase 3:01,1 min a obdržel za překonání rekordu "obvyklých" 20 000 Kč. V kategorii závodních vozů 2000-3000 cm3 zvítězil Jindřich Knapp na "raceru" Walter 0 s novým motorem o objemu válců 2368 cm³, když zlepšil svůj čas z roku 1924 o 14 sekund na 3:19,8 min. a opět se stal nejrychlejším závodníkem na stroji československé výroby. Čeněk Junek s novým vozem Bugatti Type 35 vyhrál třídu závodních vozů do 2 l objemu válců a celkově skončil na 2. místě za "božským" Francouzem Albertem Divem. Vítězem kategorie motocyklů se stal kpt. Vladimír Kučka na stroji Brough Superior, za dosažený, rekordní čas 3:09,1 min obdržel i on stanovenou prémii (5000 Kč).

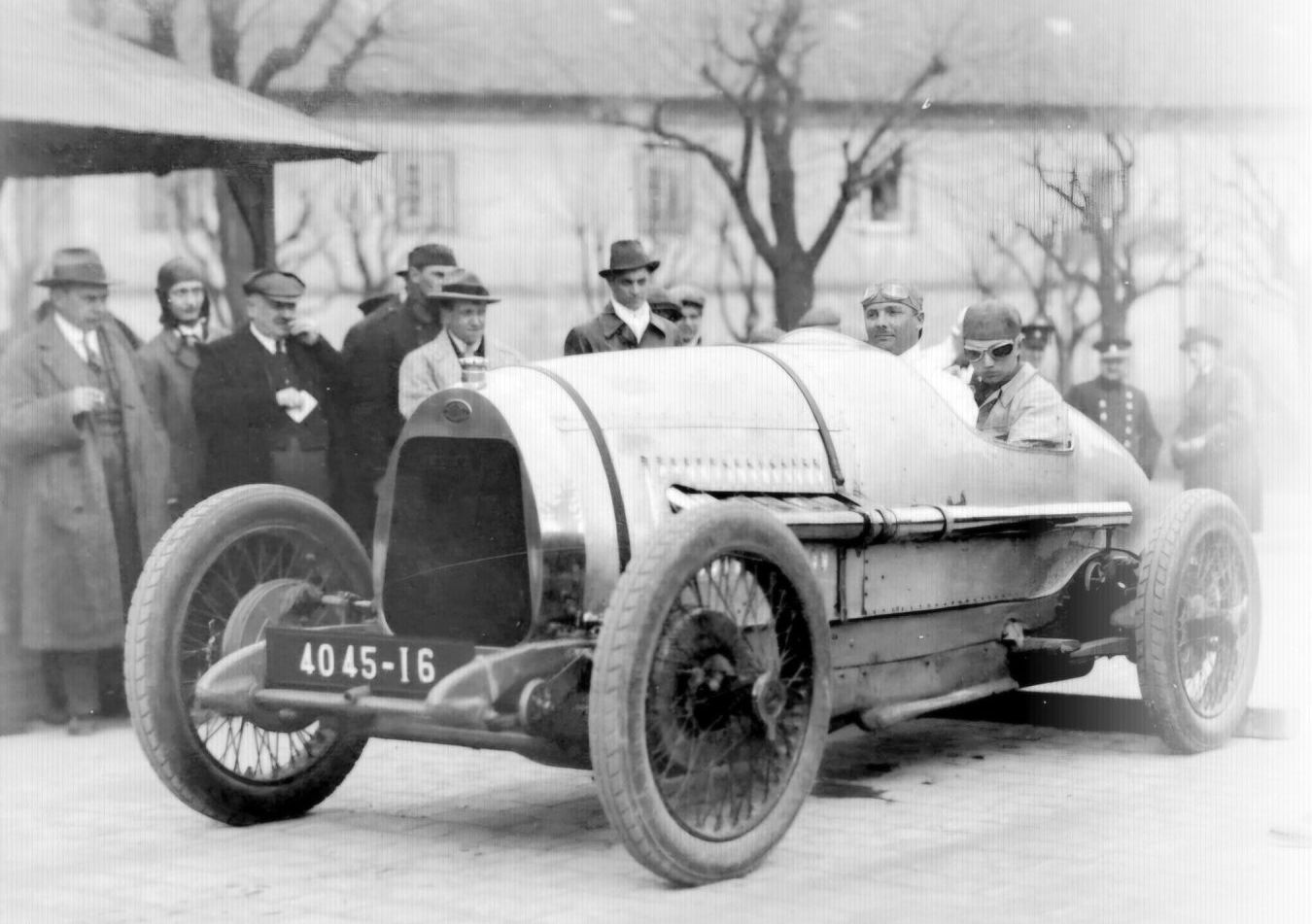
Albert Divo na voze Delage Type GL "Sprint II" 6 l, vítěz Zbraslav-Jíloviště (1925)

### 10. ročník 1926
Stav silnice oproti předchozímu roku byl očividně horší a navíc 10. ročník provázelo v závěru závodu deštivé počasí. Naprostou senzací tohoto ročníku byl výkon dobře připravené Elišky Junkové, která na sportovním vozu Bugatti Type 35 (s osmiválcovým motorem o objemu 1991 cm³, v.č. 4328) porazila všechny mužské jezdce, včetně svého manžela. Ustanovila nový rekord své třídy a dosáhla nejrychlejšího času automobilů. Startovala v kategorii II. sportovní automobily v třídě do 2000 cm³ a zvítězila v průměrné rychlosti 103,248 km/h (3:15,0 min). Výrazně se zapsala do dějin automobilového sportu coby první žena, která celkově zvítězila v klasickém automobilovém závodě. Svůj čas z roku 1925 ve stejné kategorii (sportovní vozy do 2000 ccm) překonala o plných 15,4 vteřiny. Čeněk na novém závodním Bugatti T35 (v.č. 4572-46) svou třídu závodních vozů do 2,0 l vyhrál, ale byl o 1,3 vteřiny pomalejší než Eliška. V celkovém pořadí tohoto ročníku (bez rozdílu kategorií) se na 1. místě umístil kpt. Vladimír Kučka na motocyklu Brough Superior v čase 3:10,2 min. Na druhém místě se umístila Eliška Junková a na třetím místě Čeněk Junek na novém závodním voze Bugatti Type 35 (v.č. 4572-46). Nejlepším výsledkem českého vozu bylo druhé místo Josefa Veřmiřovského na Tatře 17 v dvoulitrové kategorii cestovních automobilů.

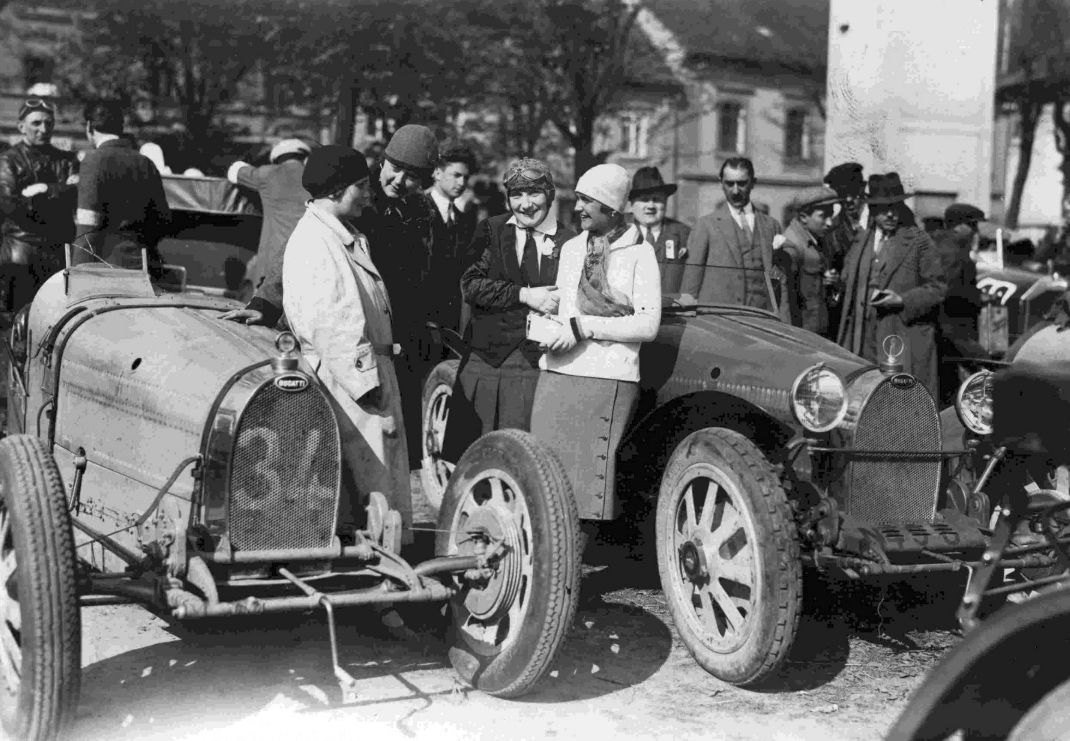
Skupina dam na Zbraslavském náměstí (1927). Zleva pí Pokorová, pí Einsiedel, pí Kovaříková, pí Junková. Ve voze Bugatti (bez startovního čísla) zvítězila Eliška Junková v kategorii sportovních vozů do 2 l

### 11. ročník 1927
I 11. ročník byl poznamenám tragickou nehodou - opět v Žákově osudné zatáčce. Havárie postihla prostějovského továrníka dr. Jana Havránka, který ve Zbraslavi debutoval na zapůjčeném voze od Čeňka Junka, závodním Bugatti T35. I on - jako před 6 lety ing. Žák - při tréninku 4. května zatáčku „přebral" a navíc najel na hromadu štěrku. Majitel autodílny František Skopal z Prostějova, provázející dr. Havránka jako příležitostný mechanik, vydechl duši několik vteřin po pádu, dr. Havránek byl uměním lékařů — vědoucích ostatně, že bojují se smrtí marný boj — udržen několik dnů na živu, ale na konec i on zaplatil životem svou odvahu. Tento ročník překonal rekordy v počtu startujících i v dosažených časech. Závod byl rozdělen na národní (41 startujících) a mezinárodní závod (70 startujících). V hlavní kategorii byl famózní čas A. Diva z roku 1925 snížen Huldreichem Heusserem na pětilitrovém Steyru o 1,2 s a poprvé tak byl dosažen čas pod 3 minuty (2:59,9 min). Čeněk Junek zvítězil ve své třídě do 3,0 l se závodním Bugatti Type 35B a v celkové klasifikaci byl časem 3:03,9 min na 2. místě. Ale oplatil Elišce loňskou porážku a vytvořil rekord třídy. Eliška jela na svém novém dvoulitru Bugatti T35C (kompresor Roots, výkon 88 kW/120 k, 1991 cm3) a vyhrála sportovní vozy do 2,0 l v čase 3:31,9 min. Anton Bauhofer na motocyklu BMW snížil Kučkův rekord o 2,2 s na 3:08,1 min. Z československých závodníků se nejlépe umístil Čeněk Junek (1894 Dolní Čermná – 1928 Nürburgring) na Bugatti, který vyhrál kategorii závodních automobilů do 3000 cm³ a celkově obsadil 2. místo. V motocyklech na 2. místě skončil Liška na stroji Walter 922, když za sebou nechal Bohumila Turka na Harley Davidson.

### 12. ročník 1929

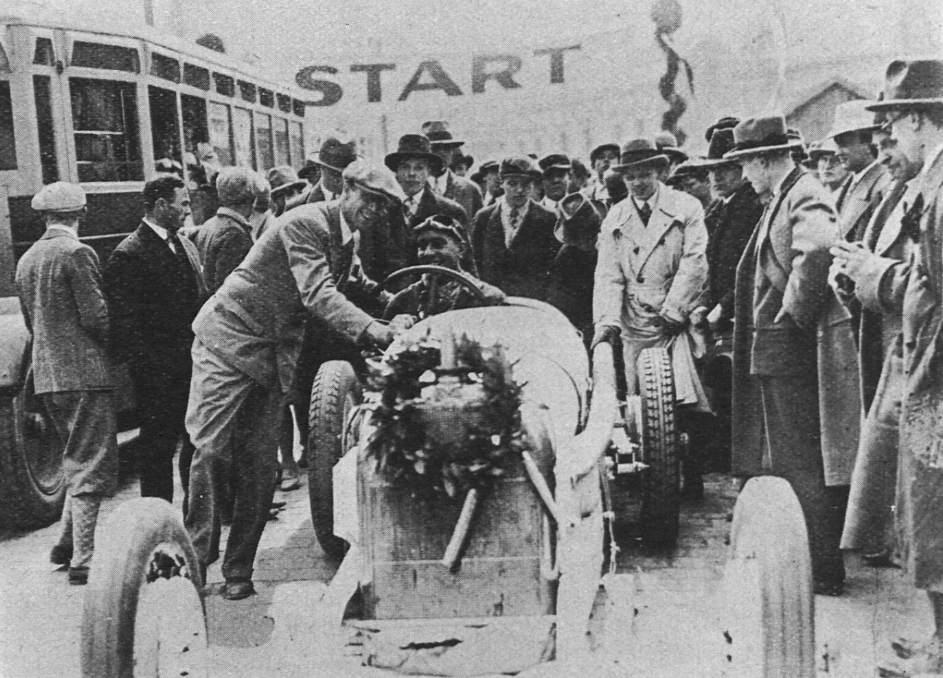
Hans Stuck, Austro Daimler, vítěz Zbraslav–Jíloviště (1929)

Po roční přestávce kvůli opravě trati přilákal 12. ročník na 100 000 diváků. I tento rok přinesl nové rekordy závodu. Už při tréninkových jízdách bylo dosahováno značných rychlostí ale také i nehod. Například jezdec hrabě Jiří Kristián Lobkovicz (1907 Turnov - 1932 Berlín/AVUS) při tréninkové jízdě nezvládl v metalurgické zatáčce svůj stroj a výsledkem byl přeražený telegrafní sloup. Závod přinesl souboj dvou mistrů volantu, Rudolfa Caraccioly a Hanse Stucka, jenž by byl v Německu nebo ve Francii senzací přímo světovou. Vítězem celého závodu se stal "král vrchů" Stuck na závodním voze Austro-Daimler (objem 3,3 l bez kompresoru) v rekordním traťovém čase 2:45,8 min. Caracciola s vozem Mercedes-Benz (objem 7,2 l s kompresorem) se umístil na celkovém druhém místě časem 2:49,2 min. V motocyklech zvítězil Karl Otto Stegmann na BMW v rekordním čase 2:57,5 min. (poprvé pod 3 minuty).

### 13. ročník 1930

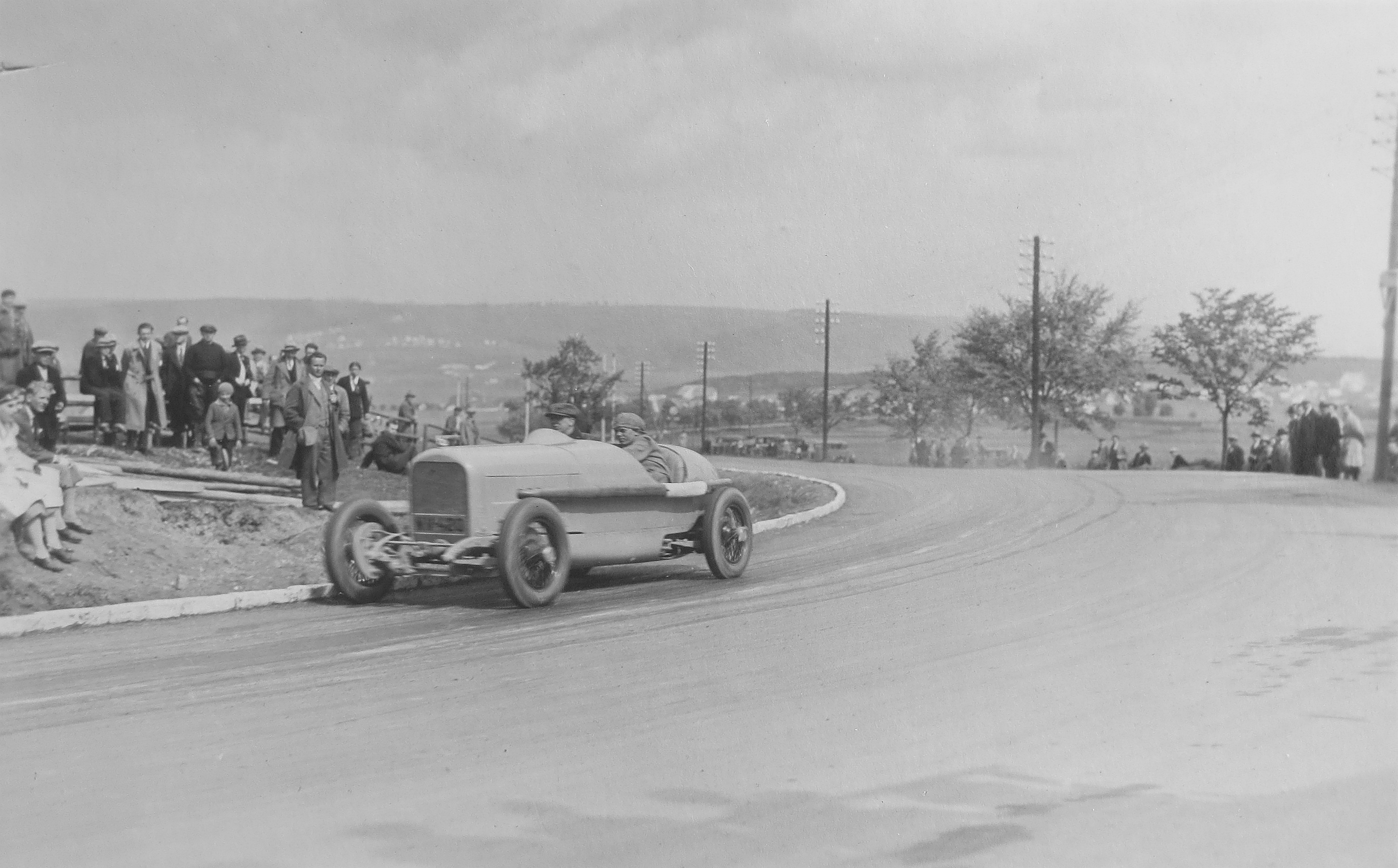
Knapp s Vojířem na Walter Super 6B při tréninku na Zbraslav–Jíloviště (1930)

Tímto ročníkem zbraslavského závodu bylo zahájeno první Mistrovství Evropy v závodech automobilů do vrchu, které uspořádala AIACR (Association Internationale des Automobiles – Clubs Reconnus, předchůdce FIA). I tento ročník měl tragickou předehru. Držitel traťového rekordu motocyklů z roku 1929 Stegmann hned první den tréninků havaroval v zatáčce na Špýcharu a narazil přímo na patník. Po převozu do nemocnice podlehl těžkým zraněním. Nedělnímu závodu, který se odehrál před zraky 100 000 diváků, zprvu nepřálo počasí. Déšť ustal až na konec národního závodu 59 startujících), ale mezinárodní závod (56 startujících) už se jel za sucha. Zájem se soustřeďoval opět na souboj Rudolfa Caraccioly a Hanse Stucka, ale aspirantů na vítězství bylo více. Prvních 6 závodníků se dostalo pod 3 minuty v pořadí: Stuck 2:45,7 Austro Daimler, Liefert 2:49,8 Austro Daimler, Caracciola 2:52,7 Mercedes Benz (vítěz kategorie sportovních vozů), Laszlo Hartmann 2:55,5 Bugatti, hrabě Max Arco-Zinneberg 2:55,6 Mercedes Benz a von Morgen 2:56,3 Bugatti (první vítěz na Masarykově okruhu). Stuck svým časem o desetinu překonal svůj čas z roku 1929, za což obdržel 20 000 Kč, a vytvořil tak nový traťový rekord. Z československých jezdců se dobře prosadil "Hýta" (Jiři Kristián Lobkowicz) v čase 3:04,3 min, vítěz závodních vozů do 2000 cm³ na Bugatti T35C (celkově na 7. místě) a Jindřich Knapp na Walter Super 6B v čase 3:05,6 min, třetí v závodních vozech do 5000 cm³ (a celkově 8.). Knappův Walter byl označen za nejrychlejší československý vůz, který kdy byl postaven. Knapp za svůj výkon získal stříbrný pohár sportovní komise AKRČs. 
V premiérovém ročníku 1930 se stali prvními mistry Evropy Hans Stuck - Austro Daimler (sk. závodních vozů) a Rudolf Caracciola - Mercedes (sk. sportovních vozů).

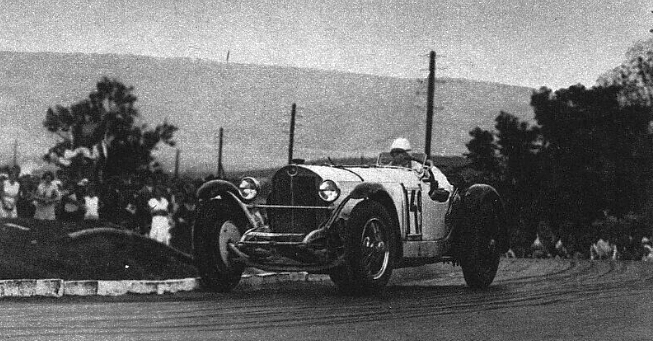
Rudolf Caracciola, Mercedes-Benz SSKL, Zbraslav–Jíloviště 1931

### 14. ročník 1931
Závod Mistrovství Evropy se uskutečnil v neděli 31. května 1931. Z československých jezdců se prosadil Hýta I (Jiří Lobkowicz) na Bugatti Type 35, který časem 2:47,56 překonal rekord třídy závodních vozů 1500-2000 cm3 a získal definitivně Bondyho putovní cenu. V celkovém pořadí závodu skončil na 4. místě. Jako druhý nejrychlejší čs. jezdec dojel Hýta II (Zdeněk Pohl) na Bugatti T37A v čase 3:04,13 a vyhrál třídu závodních vozů 1100–1500 cm3. Hlavní boj o celkové vítězství se však odehrál mezi německými jezdci. 
Rekord závodu, který loni utvořil Stuck, byl v tomto ročníku překonán 3 muži: Caracciolou, Stuckem a von Morgenem. V cíli je dělilo 113 setin vteřiny. Zvítězil Rudolf Caracciola na sportovním Mercedesu Benz SSKL (2:42,73), druhý byl Hans Stuck na závodním Mercedes Benzu SSKL (2:42,84) a třetí skončil Heinrich-Joachim von Morgen na Bugatti (2:43,86). Traťovým rekordem Caracciola dosáhl průměrné rychlosti 123,48 km/h. Jeho čas již nebyl nikdy překonán a je vlastně do dnešních dnů rekordem trati.
V druhém ročníku ME Rudolf Caracciola - Mercedes obhájil svůj triumf ve skupině sportovních vozů.

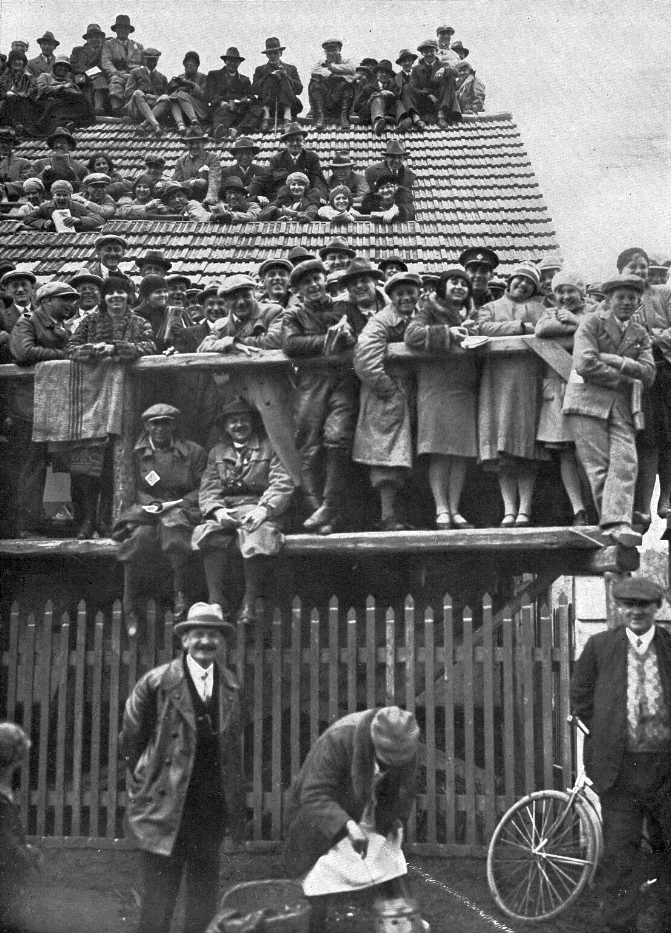
Závodu Zbraslav–Jíloviště v roce 1930 přihlíželo 100 000 diváků

V listopadu 1962 a 1963 se závod konal na zkrácené trati na 3,8 km. Závod nekončil na Jílovišti ale kousek za Baněmi, před napojením na silnici D4.

### Výsledky automobilů
První závod do vrchu se uskutečnil 25. května 1908. Poslední 14. ročník jako závod mistrovství Evropy v závodech automobilů do vrchu (ME) 31. května 1931. Vítězové jednotlivých ročníků v kategorii automobilů:
| Ročník | Datum      | Délka trati | Vítěz             | Vůz                        | Čas       | Pozn. |
| 1      | 1908-03-25 | 5,600 km    | Carl Jörns        | Opel-Beyschlag 47/100 HP   | 3m 55,4s  |       |
| 2      | 1911-04-17 | 5,600 km    | Otto Hieronimus   | Laurin & Klement FCR       | 3m 45,2s  |       |
| 3      | 1913-04-13 | 5,400 km    | Carl Jörns        | Opel                       | 4m 24,8s  |       |
| 4      | 1914-04-05 | 5,600 km    | Franz Hörner      | Benz Grand Prix 200 HP     | 3m 28,8s  |       |
| 5      | 1921-05-22 | 5,600 km    | Otto Salzer       | Mercedes                   | 3m 39,7s  |       |
| 6      | 1922-04-30 | 5,600 km    | Otto Salzer       | Mercedes 28/95 HP          | 3m 30,95s |       |
| 7      | 1923-04-29 | 5,600 km    | Hermann Rützler   | Steyr 4,5 l                | 3m 31,8s  |       |
| 8      | 1924-04-20 | 5,600 km    | Otto Salzer       | Mercedes 2,0 1923 Indy     | 3m 13,4s  |       |
| 9      | 1925-04-13 | 5,600 km    | Albert Divo       | Delage "Sprint II" 6 l     | 3m 01,1s  |       |
| 10     | 1926-05-09 | 5,600 km    | Eliška Junková    | Bugatti Type 35 2,0 l      | 3m 15,0s  |       |
| 11     | 1927-05-08 | 5,600 km    | Huldreich Heusser | Steyr 5 l                  | 2m 59,9s  |       |
| 12     | 1929-04-28 | 5,600 km    | Hans Stuck        | Austro-Daimler ADM-R 3,0 R | 2m 45,8s  |       |
| 13     | 1930-05-11 | 5,600 km    | Hans Stuck        | Austro-Daimler ADR 3,6     | 2m 45,7s  | ME    |
| 14     | 1931-05-31 | 5,600 km    | Rudolf Caracciola | Mercedes-Benz SSKL         | 2m 42,73s | ME    |

## Galerie vítězů

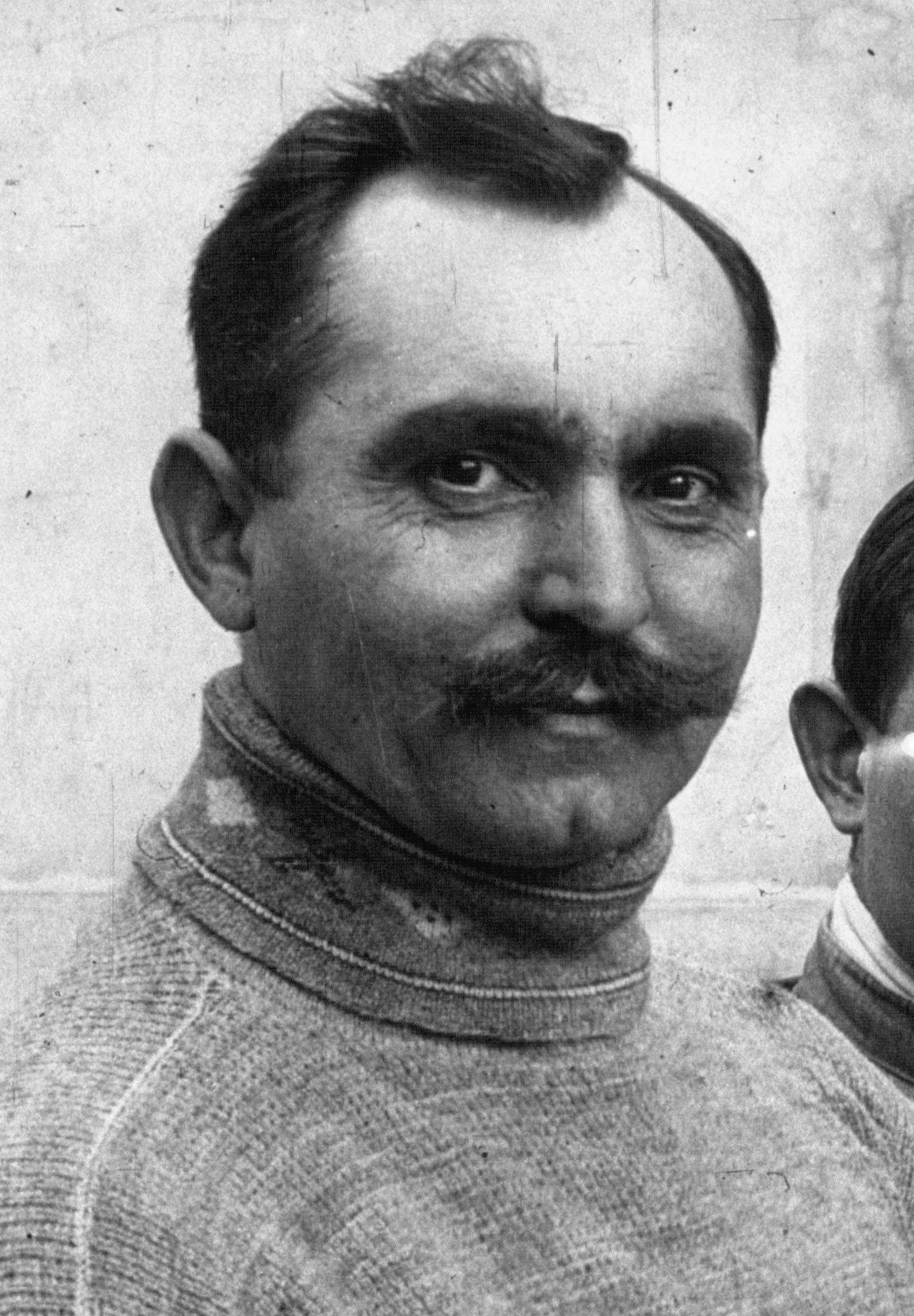
Carl Jörns v roce 1914, vítěz 1908 a 1913 (1875–1969)
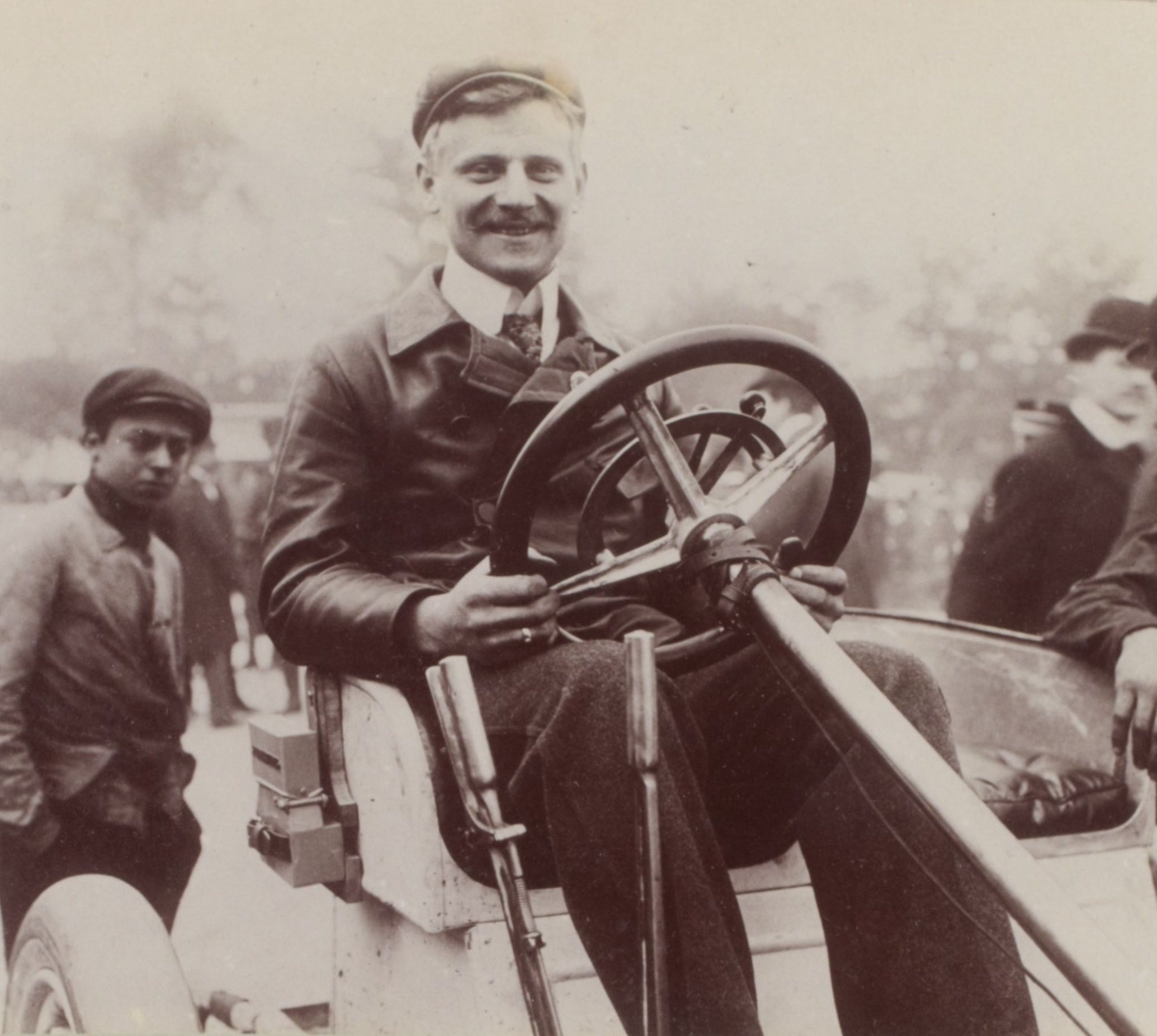
Otto Hieronimus v roce 1903, vítěz 1911 (1879–1922)
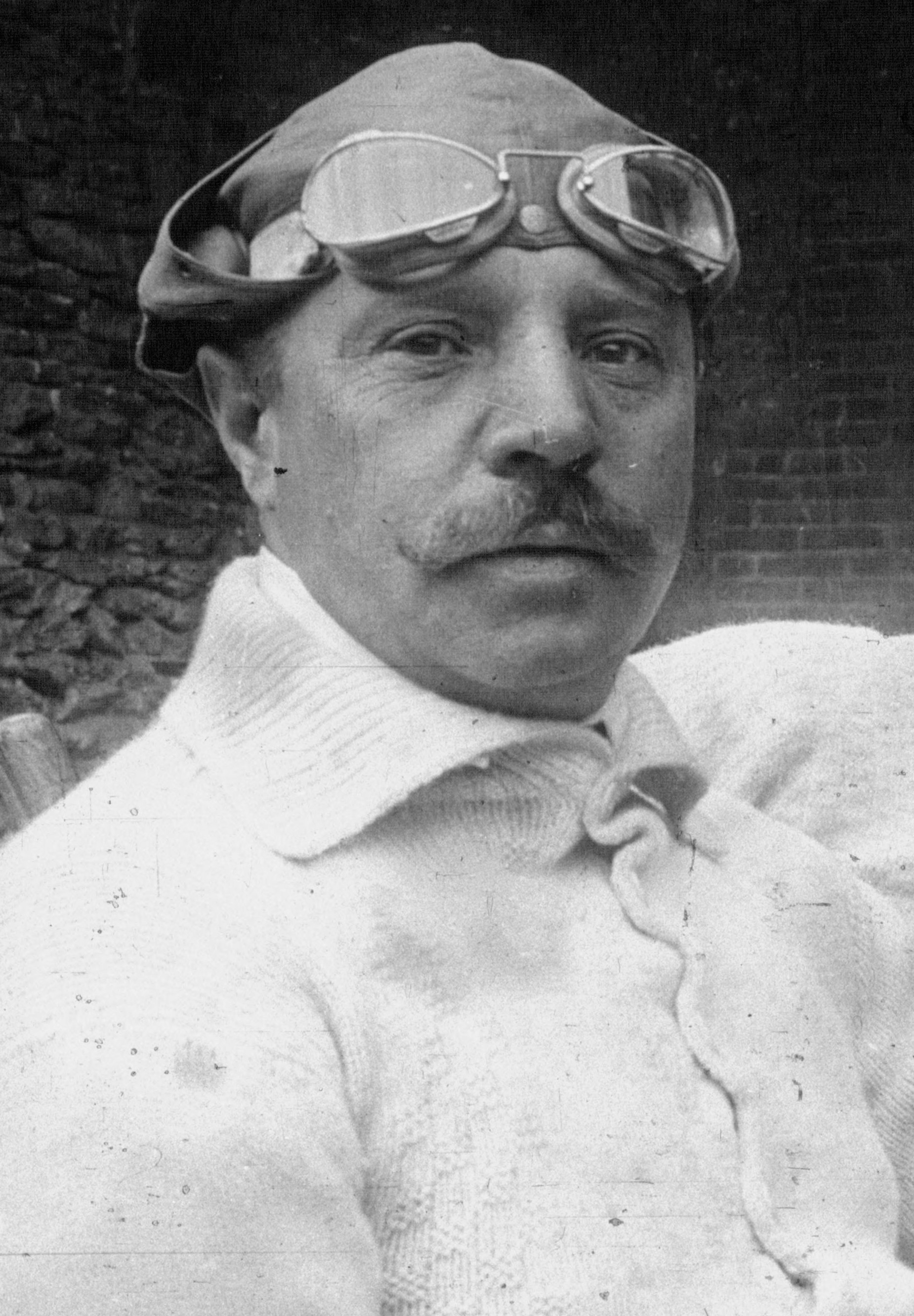
Otto Salzer v roce 1914, vítěz 1921-2, 1924 (1874–1944)
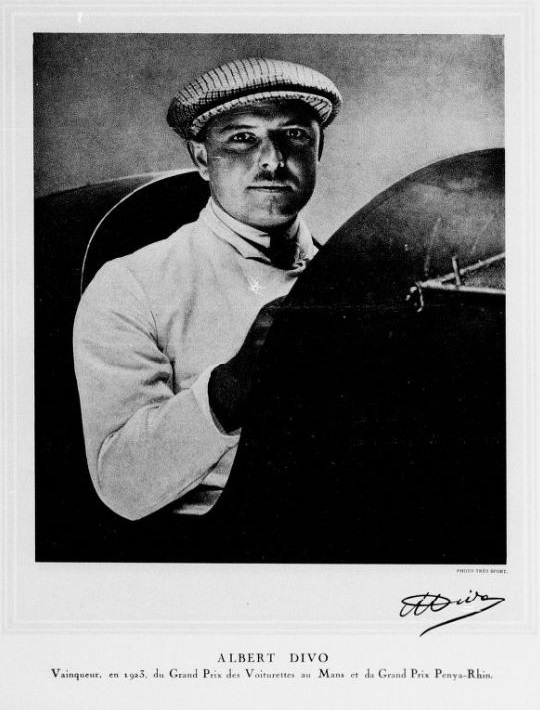
Albert Divo v roce 1924, vítěz 1925 (1895–1966)
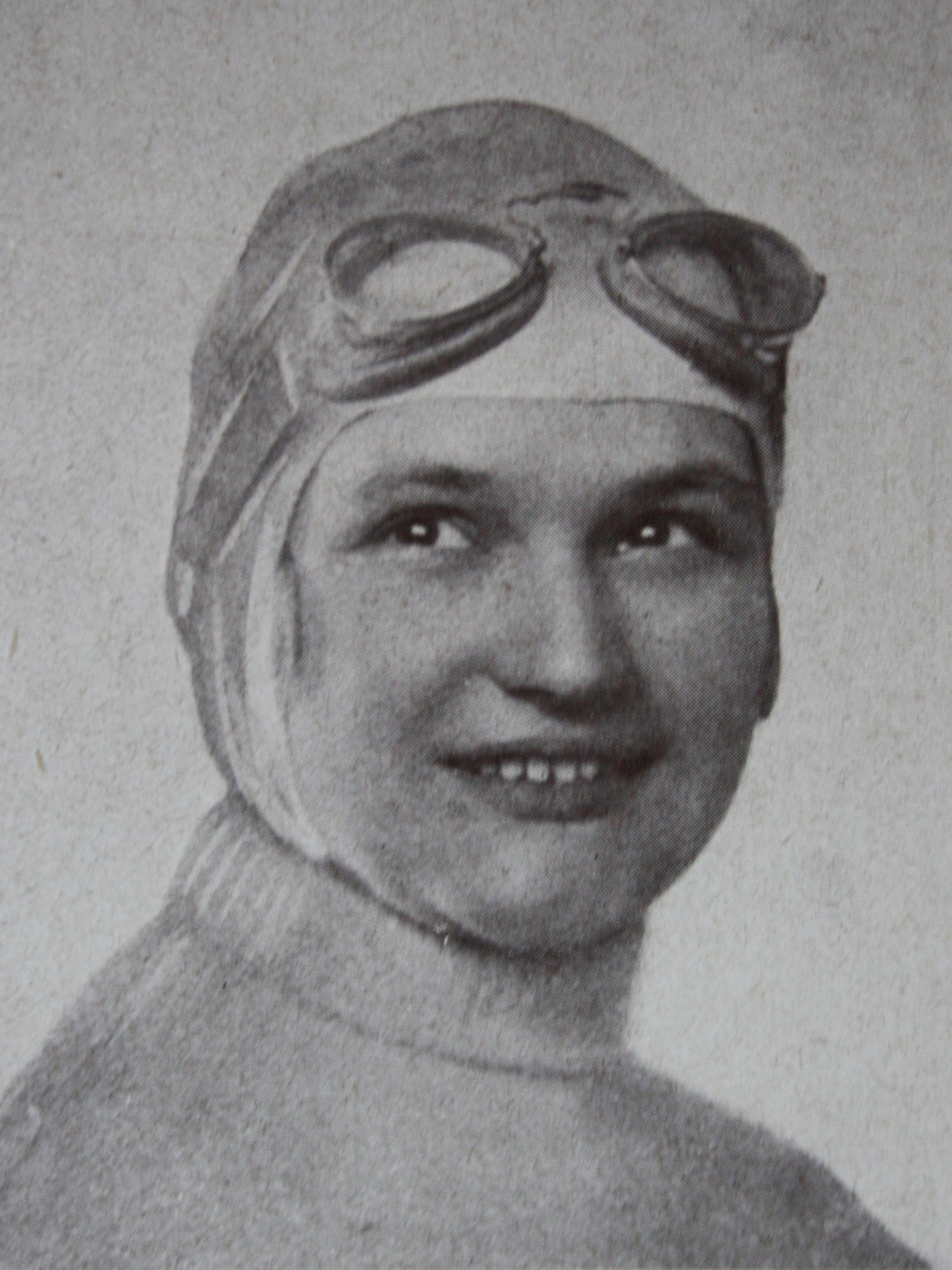
Eliška Junková, vítězka 1926 (1900–1994)
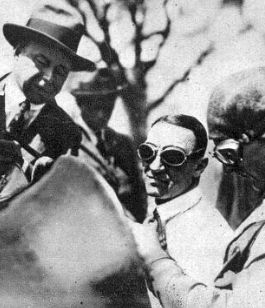
Huldreich Heusser, vítěz 1927 (1889–1928)
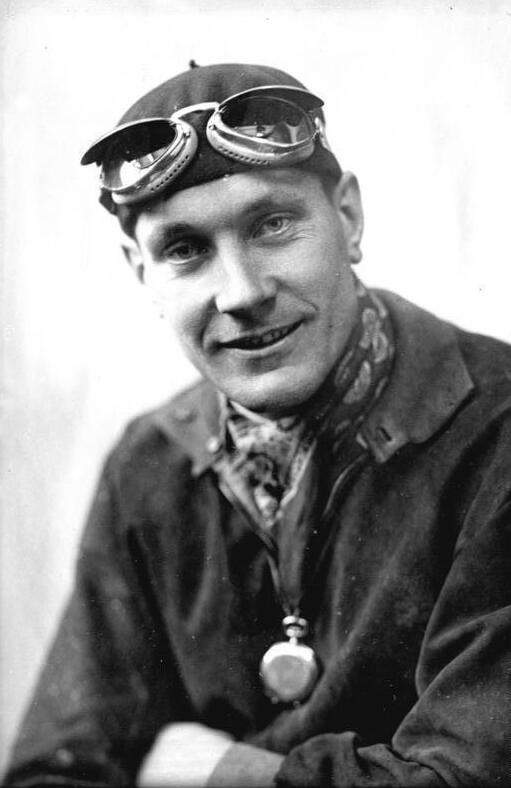
Hans von Stuck, vítěz 1929-30 (1900–1978)
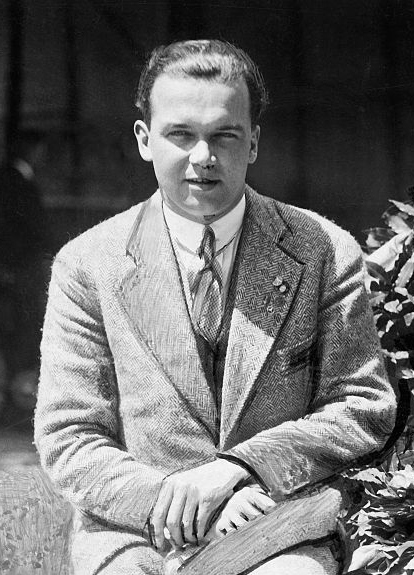
Rudolf Caracciola v roce 1928, vítěz 1931 (1901–1959)

## Závod historických automobilů

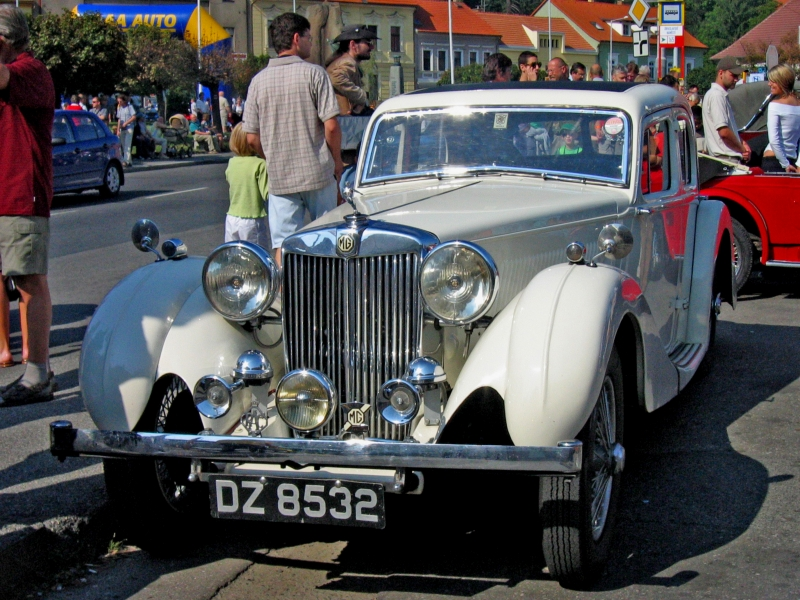
veterán MG na přehlídce vozů před závodem

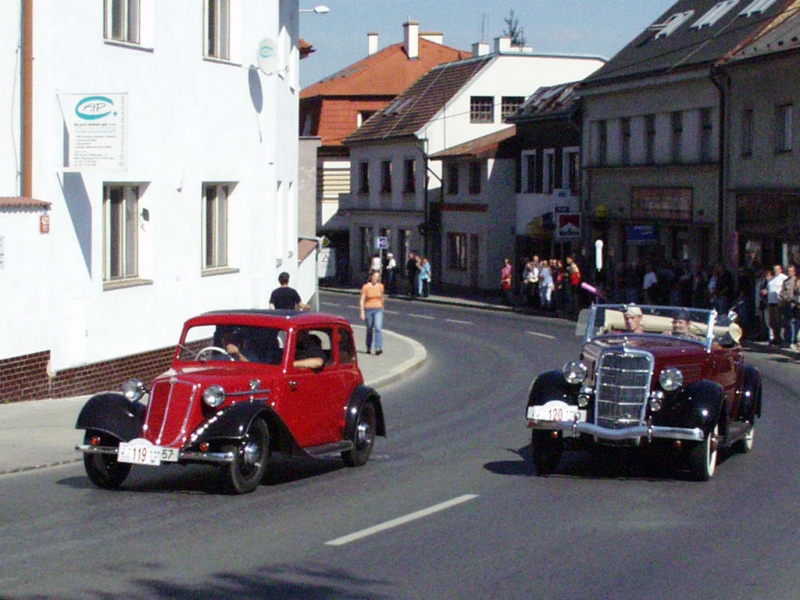
veteráni během závodu

Závod Zbraslav–Jíloviště o poháry Elišky Junkové, města Zbraslavi a obce Jíloviště je mezinárodní závod jízdy historických vozidel do vrchu konaný každoročně první sobotu nového školního roku. Dopoledne předchází závodu přehlídka závodících vozidel na Zbraslavském náměstí, odpoledne od 13:00 odsud startují samotné jízdy do vrchu – trasa je cca 4 km dlouhá a končí před napojením na silnici D4.
Novodobý závod Zbraslav–Jíloviště pořádá Veteran Car Club Praha od roku 1967. Prvního, obnoveného ročníku se zúčastnilo asi 60 vozidel, z části ještě používaných k běžnému provozu a nerenovovaných, hodnotila se odchylka od zvolené průměrné rychlosti. Pořádání jízdy podpořili pamětníci, paní Eliška Junková věnovala putovní pohár pro nejúspěšnějšího účastníka na vozidle československé výroby, mezi účastníky byl  ing. Jaroslav Hausman (dříve závodil na vozech Walter Junior SS a tehdy byl šéfredaktorem Světa motorů) na MG a Jindřich Knapp (dříve tovární jezdec Walter), v některých ročnících byl startérem ing. Jan Křivka (dlouholetý šéfkonstruktér Jawy a funkcionář Mezinárodní federace motocyklistů FIM).